# Miquel Reverté Aguilar
Miquel Reverté Aguilar (la Ràpita, 1966) és un escriptor català. Professor de secundària a l'Institut Els Alfacs de la Ràpita, és llicenciat en filologia hispànica per la Universitat Rovira i Virgili (1989).
Al llarg de la seua trajectòria ha rebut premis com el Vila de l'Ametlla de Mar (1993 i 1996) per Picasso, anatomia d'uns pintats i La raó de les raons, respectivament; el Ciutat de Tortosa (1997) per Ortega; el Sebastià Juan Arbó de novel·la de la Ràpita (2002) per Quinossio; el Premi Ciutat d'Igualada de contes (2002) per Conte per a bibliòfils; el XVII Premi Literari Nostromo (2013) o el XXVII Premi Literari Vila d'Ascó per Defenseu-nos en la batalla (2015). L'any 2019 és guardonat amb el Premi Poesia dels Premis Literaris de Santa Bàrbara amb la seva obra Annexos.

## Obres publicades
- Picasso, anatomia d'uns pintats (Ed. El Mèdol, 1994).
- La raó de les raons (Ed. El Mèdol, 1996).
- Quinossio (Columna, 2003).
- Del roig de la memòria (Ajuntament de Sant Carles la Ràpita, 2010).
- Cròniques d'una mar desapareguda; XVII Premi Literari Nostromo, 2013 (Editorial Juventud, 2014).
- Brilla un far entre les dunes (Ajuntament d'Amposta, 2014).
- Defenseu-nos en la batalla. Cossetània Edicions, febrer de 2016. ISBN 978-84-9034-392-0.